# Syrja Vlora
Syrja Vlora bég vagy albánosan Syrja Bej Vlora (Vlora, 1860 – Vlora, 1940) albán politikus, diplomata, történész. 1912–1913-ban tevékenyen részt vett az Albánia függetlenségéért vívott politikai harcban, de rokona, az albán függetlenség atyjaként tisztelt Ismail Qemali ellenlábasaként kezdeményezései kudarcot vallottak.
Gyakori névváltozata Syreja Vlora, az oszmán közigazgatásban és történeti munkáiban használt neve Avlonyalı Süreyya. 

## Családja
Dél-Albánia leghatalmasabb nagybirtokos családjának sarja, Mustafa Nuri Vlora pasa és Naile Hanëm Janina gyermeke. Avlonyalı Mehmed Ferit (1851–1914) oszmán nagyvezír öccse, az albán függetlenség atyjaként tisztelt Ismail Qemali (1844–1919) másod-unokatestvére. Mihri Hanëm Toptanival kötött házassága révén Esat Toptani (1863–1920) közép-albániai földbirtokos és politikus sógora, Eqrem Vlora (1885–1964) albán politikus apja.

## Életútja
A család birtokainak egy részét a Porta Syrja bég fiatalkorában elkobozta, de jó pénzügyi és üzleti érzékkel élete során ezek nagy részét visszaszerezte. Noha oszmán tisztviselő volt, már fiatalkorában kereste a lehetőségeket hazája, Albánia felemelkedésére. 1888-ban huszonkét calabriai arberes (olaszországi albán) családot telepített szülővárosa, Vlora környékére, hogy segítségükkel korszerű földművelési módszereket honosítson meg Albániában. A helyiek azonban ellenségesen viszonyultak a betelepített családokhoz, és három év után el kellett hagyniuk Albániát.
1895-ben három és fél évi börtönbüntetést kapott, majd száműzték, és Olaszországba emigrált. 1903-ban amnesztiát kapott, és visszaköltözött Konstantinápolyba. Bátyja, a nagyvezír közbenjárására hamarosan kinevezték az oszmán vámhivatal általános igazgatójává, s az 1908-as ifjútörök forradalomig irányította az intézményt. Az 1912-es albán felkelés idején, 1912 júliusában az oszmán alsóház tagjaként, szülővárosa, Vlora képviseletében olyan vehemenciával támadta az albánkérdés kezelését a parlamentben, hogy ismét el kellett hagynia Konstantinápolyt.
1912 őszén fiával, Eqrem Vlorával együtt egy albán nemzetgyűlés megszervezésén fáradozott, előbb Vlorában, majd Tiranában. Célja az volt, hogy az albán lakta területek feldarabolódását megelőzve kikiáltsák Albánia függetlenségét, kísérletei azonban sorra kudarcot vallottak (bővebben: Függetlenségi próbálkozások 1912 őszén). Kudarca után Konstantinápolyba távozott, de a függetlenség első hónapjaiban politikailag aktív maradt. Amikor 1912 decemberétől a londoni nagyköveti konferencia nagyhatalmi tárgyalói a független Albánia vázlatos alkotmányát készítették elő, maga is megírta és a nagyhatalmakhoz eljuttatta statútumtervezetét (bővebben: Syrja Vlora statútumtervezete).
1914-ben, Vilmos fejedelem uralkodása, majd Esat Toptani miniszterelnöksége alatt Albánia bécsi nagykövete volt. Az osztrákok azonban nem bíztak Vlorában, Olaszország ügynökét gyanították személyében, így nagyköveti kinevezéséről lemondva végül Svájcba költözött. Az első világháború végén Rómában élt. 1923-ban visszatért szülővárosába, Vlorába, de 1924 decemberében, a júniusi forradalom leverését és Amet Zogu hatalmának megszilárdítását követően ismét menekülnie kellett; ezúttal is Rómában telepedett le. 1925-ben visszatérhetett Vlorába, s a közélettől visszahúzódva ott élt haláláig.

## Történetírói munkássága
Tisztviselői és közéleti tevékenységével párhuzamosan történelmi kutatásokkal is foglalkozott, élete során két török nyelvű monográfiát adott ki Konstantinápolyban. 1909-ben az iszlám történetét és az első omajjád kalifa, Muávija ibn Abí Szufján életét áttekintő könyvet jelentetett meg, 1911-ben pedig az Oszmán Birodalmon belüli Albánia históriáját foglalta össze. Később a függetlenné vált Albánia 1912 és 1920 közötti történelmét is megírta, ami 2010-es megjelenéséig kéziratban maradt.
Hatırat ve Teracim-i Ahval címen megírta emlékiratait is, ez azonban mindmáig kiadatlan.

### Művei
- Fetretü'l-İslâm.  1909.
- Tarih-i osmanide Arnavutluk.  1911.
- Osmanlı Sonrası Arnavutluk (1912-1920). Istanbul: (kiadó nélkül). 2010.